# Lexington (Massachusetts)
Lexington és una població dels Estats Units a l'estat de Massachusetts. Segons el cens del 2007 tenia 30.332 habitants.

## Història
Les batalles de Lexington i Concord van ser uns enfrontaments armats entre el Regne de la Gran Bretanya i les Tretze Colònies en el context de l'Amèrica del Nord britànica que es van produir el 19 d'abril de 1775 al Comtat de Middlesex, Massachusetts, en els pobles de Lexington, Concord, Lincoln, Arlington i Cambridge. Aquests successos van suposar un punt de no retorn i van marcar l'inici de la Guerra d'Independència dels Estats Units.

## Demografia
Segons el cens del 2000, Lexington tenia 30.355 habitants, 11.110 habitatges, i 8.432 famílies. La densitat de població era de 714,6 habitants/km².
Dels 11.110 habitatges en un 37,8% hi vivien nens de menys de 18 anys, en un 66% hi vivien parelles casades, en un 7,7% dones solteres, i en un 24,1% no eren unitats familiars. En el 20,8% dels habitatges hi vivien persones soles el 12,3% de les quals corresponia a persones de 65 anys o més que vivien soles. El nombre mitjà de persones vivint en cada habitatge era de 2,66 i el nombre mitjà de persones que vivien en cada família era de 3,1.
Per edats la població es repartia de la següent manera: un 26,4% tenia menys de 18 anys, un 3,5% entre 18 i 24, un 22,7% entre 25 i 44, un 28,5% de 45 a 60 i un 19% 65 anys o més.
L'edat mediana era de 44 anys. Per cada 100 dones de 18 o més anys hi havia 83,5 homes.
La renda mediana per habitatge era de 96.825 $ i la renda mediana per família de 111.899$. Els homes tenien una renda mediana de 81.857 $ mentre que les dones 50.090$. La renda per capita de la població era de 46.119$. Entorn de l'1,8% de les famílies i el 3,4% de la població estaven per davall del llindar de pobresa.